# Ignacio Jáuregui
Ignacio Jáuregui (31 de julho de 1938) é um ex-futebolista e treinador de futebol mexicano que competiu nas Copa do Mundo FIFA de 1962 e 1966.